# Oude Zijpe (schip, 1740)
Oude Zijpe was een 18e-eeuws fluitschip van de Vereenigde Oostindische Compagnie, dat op een scheepswerf in de Noord-Hollandse stad Hoorn werd gebouwd. Op zowel de heen- als de terugreis was Joost Anker de schipper. Het schip is voor de kust van Zandvoort vergaan. Van het schip is één anker naar boven gehaald en teruggebracht naar Hoorn. Het anker bevindt zich sinds 1990 voor het appartementencomplex De Koopvaarder in de wijk Risdam-Zuid. Daarvoor heeft het enige decennia op verschillende plekken in de binnenstad gelegen.

## Eerste en enige reis
Het schip verliet namens de Kamer van Hoorn op 29 juni 1740 de rede van Texel en ging op weg naar Indië. Op 28 mei 1741 bereikte het schip Batavia, waar het nootmuskaat en peper heeft ingeladen. Tijdens de terugreis stak op de Noordzee een zware storm op en raakte de Oude Zijpe in de problemen. Het schip verging in december 1742 op ongeveer een halve zeemijl voor de kust van Zandvoort. Het kwam op 20 december al in de problemen en verloor de 21 het anker dat in 1938 teruggevonden zou worden.

## Anker
Het teruggevonden anker werd in 1938 voor de kust van Zandvoort door vissers omhooggehaald. Het werd een jaar later op een binnenvaartschip naar Amsterdam gebracht. Daar werd het overgeladen op een schip van de Hoornsche Stoomboot Maatschappij en naar Hoorn gebracht. In 1939 kwam het in de stad aan. Tussen 1941 en 1969 lag het anker op het Noorderplantsoen, een gedempt deel van de Draafsingel, voor Station Hoorn. Vanwege vandalisme werd het in 1969 naar de tuin van het Westfries Museum gebracht. Omdat in 1984 de tuin van het museum gewijzigd zou worden naar een reconstructie van een 18e-eeuwse tuin, werd het anker verplaatst naar het Oostereiland. Sinds 1990 ligt het anker in Risdam-Zuid, voor de Koopvaarder.